# Аура Амба

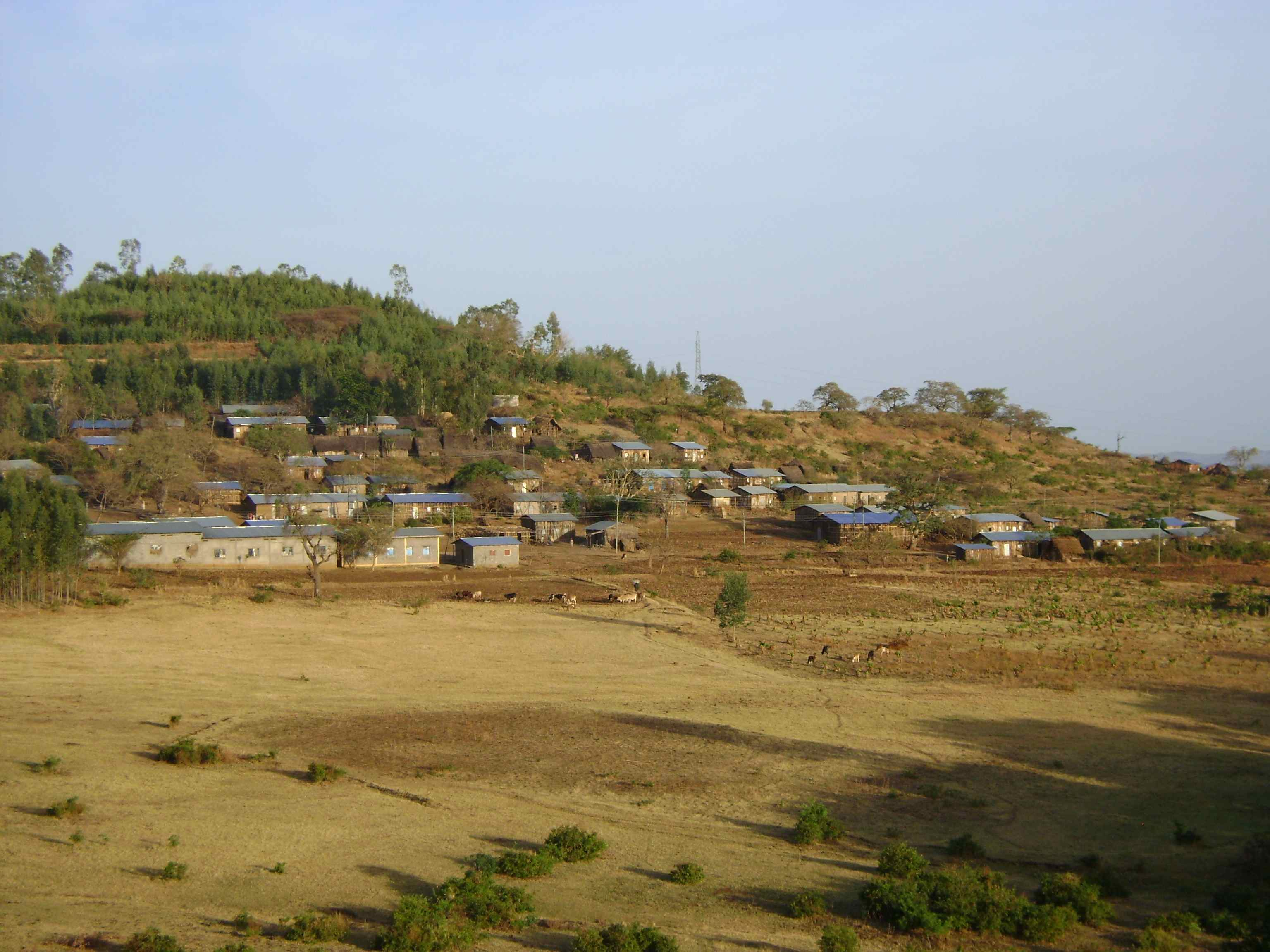
Авра Амба

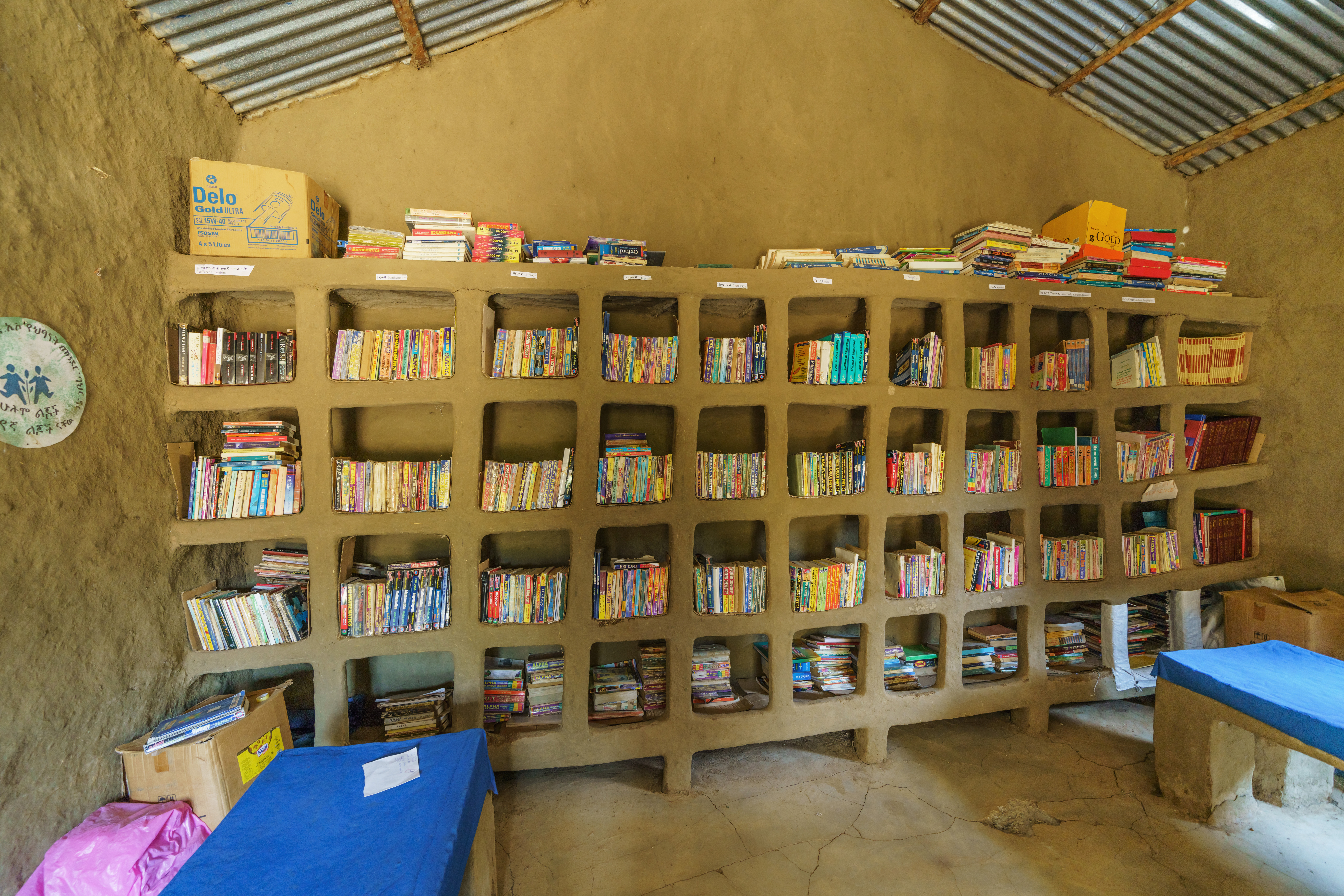
Библиотека в Авра Амбе

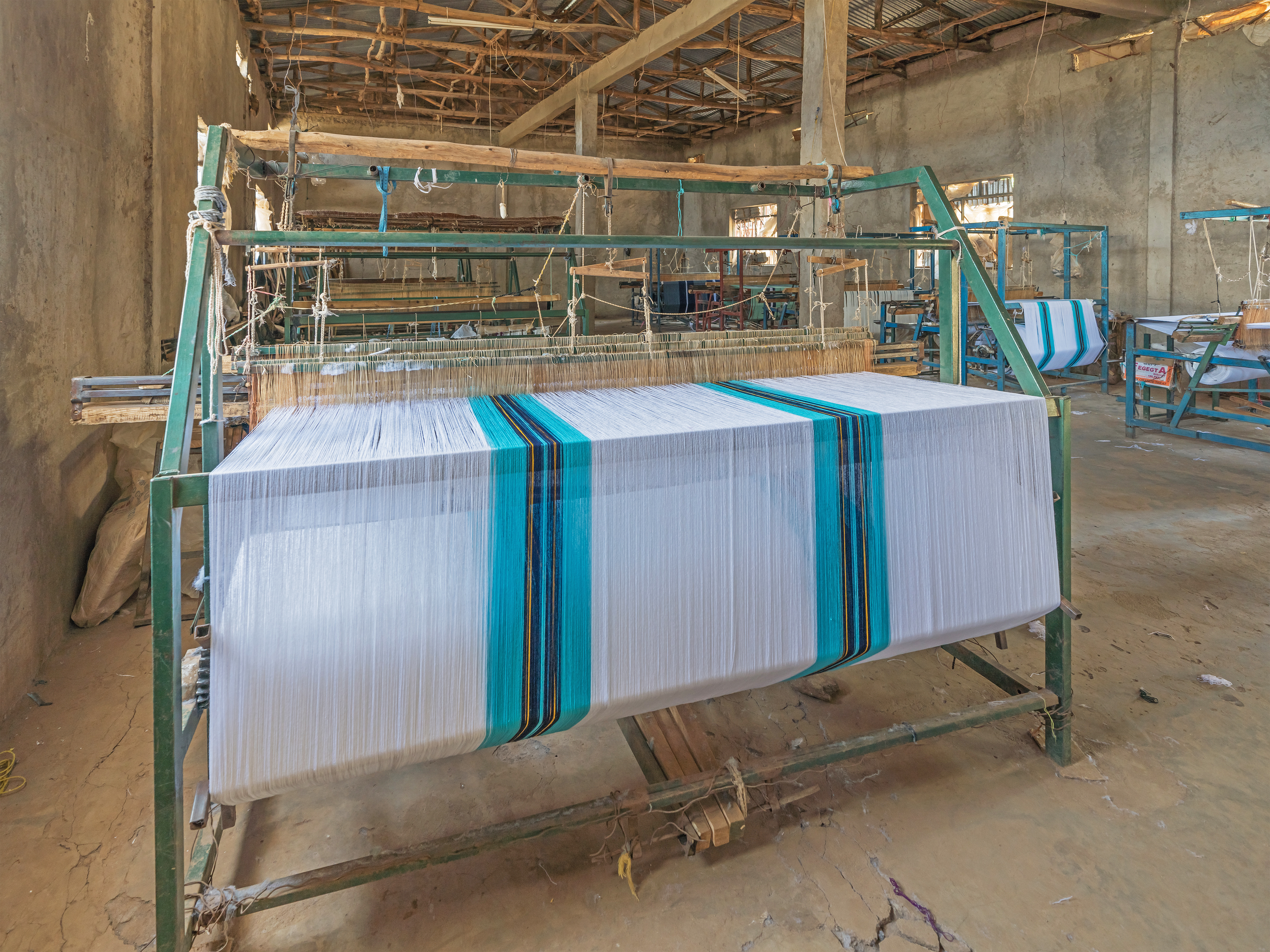
Ткацкая мануфактура

Аура Амба (амх. አውራ አምባ) — идейная община в вореде Фогера, зона Южный Гондэр, регион Амхара, Эфиопия, в 73 километрах к востоку от города Бахр-Дар. Создана в 1980 году. В 2013 году численность общины составляла 463 человека, в 2016 — около 450. Община не религиозная, эгалитарная, социалистическая и анархическая, созданная с целью преодоления бедности и решения других социально-экономических проблем через взаимопомощь и сотрудничество между людьми. Уклад жизни в общине резко отличается от традиционного для проживающих в том регионе амхарцев. Название «авра амба» на амхарском языке означает «вершина холма».
Основатель общины — Зумра Нуру, сейчас зам. председателя Авра Амбы. Вместе с ним это поселение создавали ещё 19 единомышленников. За свои успехи в помощи малоимущим и создании сообщества гендерного равноправия в стране, где большинство женщин находятся в подчинённом и зависимом от мужчин положении, Авра Амба получила известность в Эфиопии и за её пределами.

## Описание
Основные ценности общины — равенство людей независимо от пола и религии, совместный труд, взаимопомощь, чистота и порядок, социальное обеспечение нуждающихся.
Аура Амба — светская община, в то время как большинство других сельских общин Эфиопии — христианские либо мусульманские. Нежелание принадлежать к определённой религии вызывало сильную неприязнь со стороны местных властей и жителей, из-за чего этой общине дали худший участок земли в районе — малоплодородный и заражённый малярией. В результате Аура Амба не могла обеспечивать своё существование, занимаясь только сельским хозяйством, и была вынуждена искать другой источник дохода. Таким оказалось ткачество — с использованием как традиционных, так и современных ткацких станков. Общине помогло Regional Micro and Small Scale Enterprise Development Agency, которое безвозмездно предоставило три мельницы, и Аура Амба стала также оказывать услуги по помолу зерна соседним фермерам. В планах — создать систему питьевого водоснабжения и канализации, вымостить дорогу, создать образовательный фонд для детей.
Эта сельская община примечательна не только отношением к равноправию полов, образованию и религии, но и тем, что за счёт собственных ресурсов предоставляет социальное обеспечение всем своим членам, которые в нём нуждаются. В Аура Амбе существуют комитеты по образованию, приёму гостей, общественному здравоохранению, уходу за больными, малолетними и престарелыми. Есть своя библиотека и детский сад. В Эфиопии традиционно распространены ранние браки, однако общиной Аура Амбы было принято решение о том, что девушки должны вступать в брак только с 18 лет, а юноши — с 22-х.
Эта необычная для Эфиопии и очень успешная деревня получила международную известность, поддержку властей и стала предметом многих исследований. Мульгета Вулетау (Mulgeta Wuletaw), региональный правительственный администратор и депутат Парламента Эфиопии, сказала о ней: «Столько христианских и мусульманских лидеров из всех [регионов Эфиопии], да и не только, побывали в этой деревне потому, что она очень известна своими усилиями в борьбе с бедностью». Аура Амбу поддержал также Мохаммед Мусса (Mohammed Mussa), консультант по развитию сельских поселений (англ. rural development consultant), который провёл исследование этой деревни для Всемирного банка. Он заявил: «Среди традиционных и консервативных местных общин — это экстраординарная инициатива … хороший пример для других эфиопских — и даже не только эфиопских — сообществ, благодаря существующим в ней гендерному равенству, трудовой этике и системе социального обеспечения».